# Ruta de Delaware 1
La Ruta de Delaware 1, y abreviada DE 1 (en inglés: Delaware Route 1) es una carretera estatal estadounidense ubicada en el estado de Delaware. La carretera inicia en el sur desde la MD 528     en Ocean City hacia el norte en la I 95  , DE 7   en Christiana. La carretera tiene una longitud de 165,17 km (102.63 mi).

## Mantenimiento
Al igual que las autopistas interestatales, y las rutas federales y el resto de carreteras estatales, la Ruta de Delaware 1 es administrada y mantenida por el Departamento de Transporte de Delaware por sus siglas en inglés DelDOT.

## Cruces
La Ruta de Delaware 1 es atravesada principalmente por la US 9  , US 113 , US 13 y US 301 .